# Val Cuvia

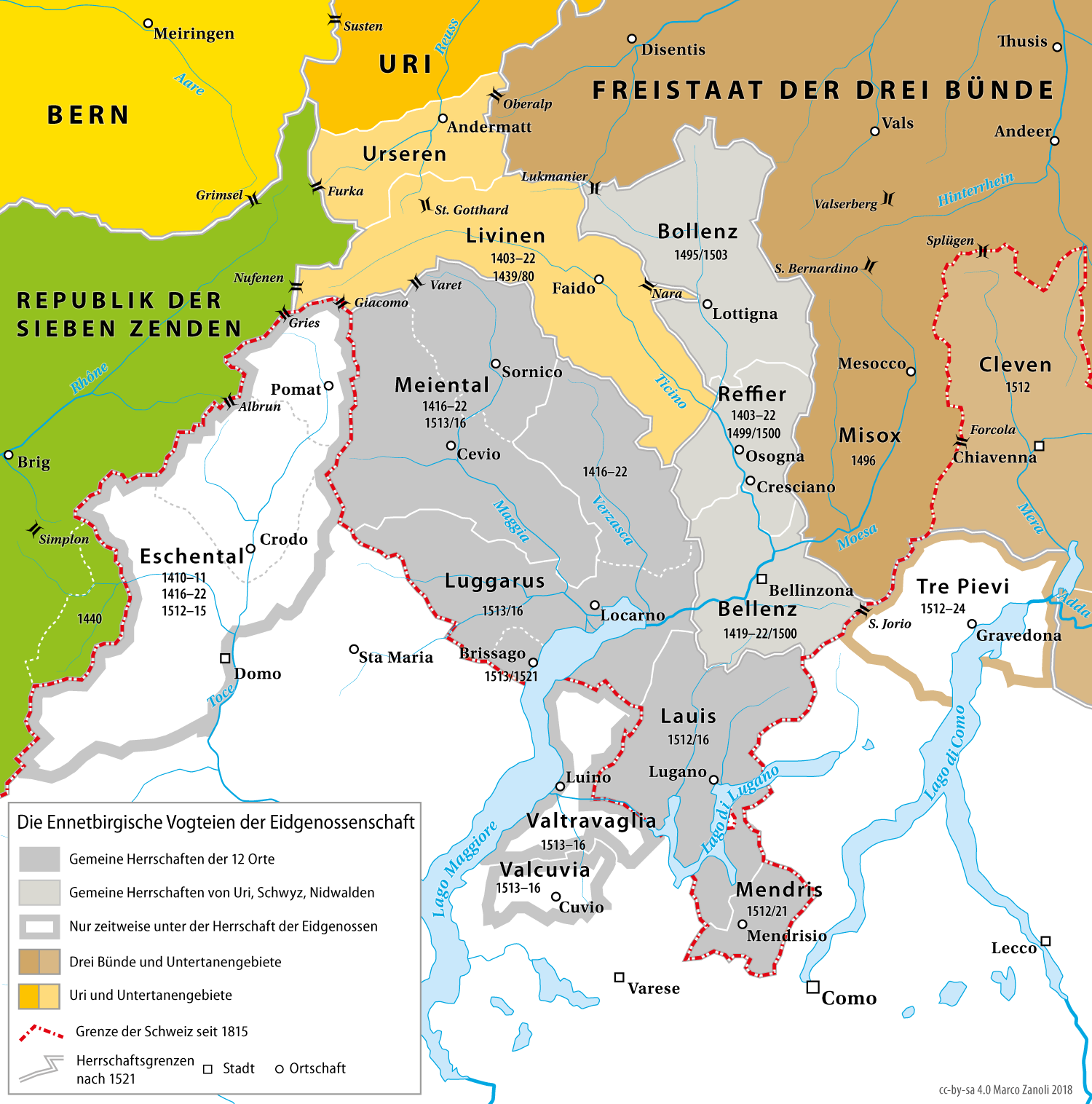
Die Ennetbergise Voogdijen in de Oude Eedgenootschap tot 1798

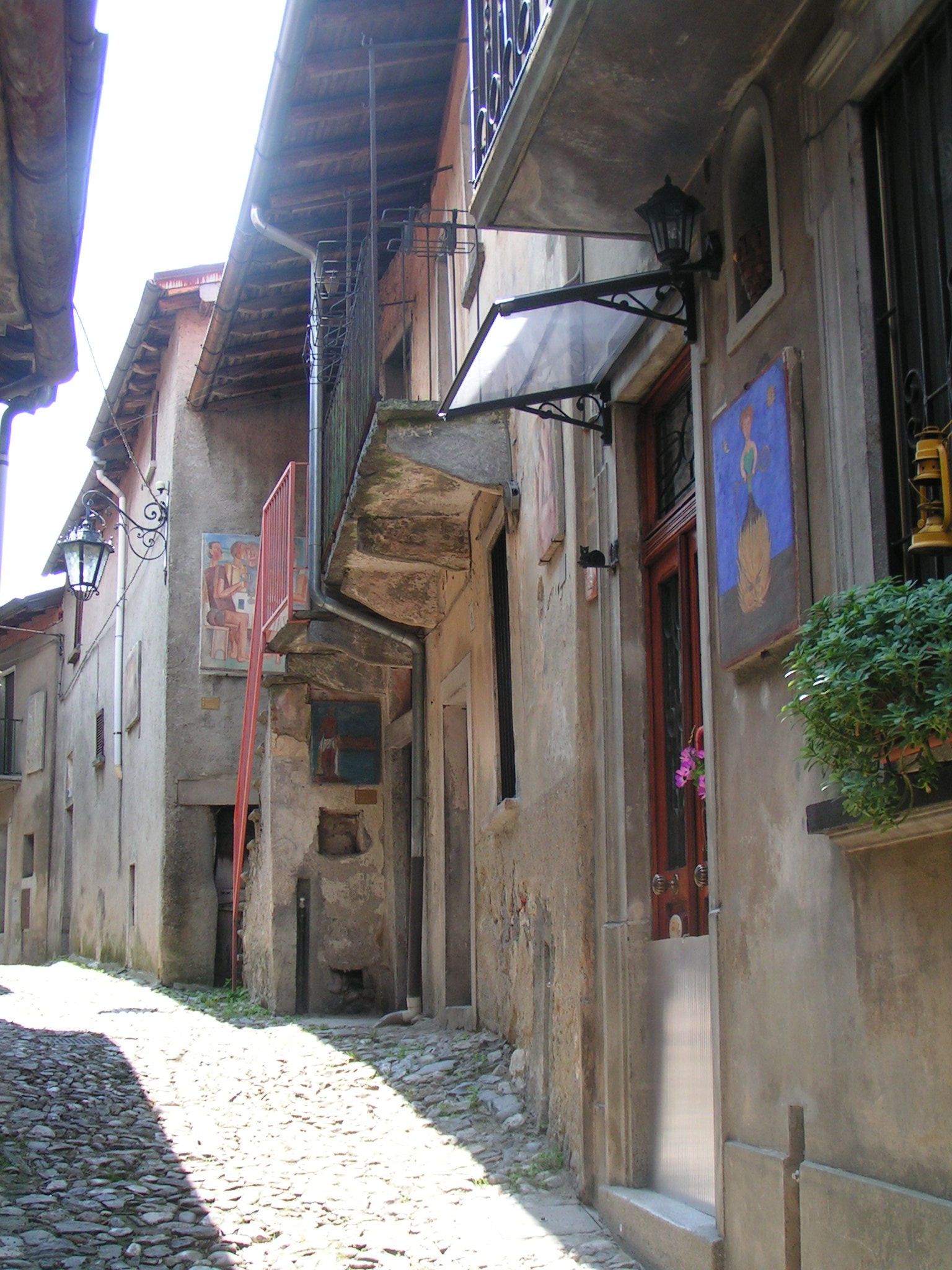
Muurschilderingen op huizen in Arcumeggia

De pievi Val Cuvia (ook Valcuvia) was van 1521 onderdeel van het Hertogdom Milaan. Tussen 1513 en 1515 was het gebied een Gemeine Herrschaft van het Oude Eedgenootschap. Het begrip pievi, Duits Pfarrei, verwijst naar de kerkelijke indeling van het Aartsbisdom Milaan en na 1797 werd het in het hertogdom Milaan door de wereldlijke overheid overgenomen. De kerkelijke gemeenten van  het gebied van de Pleve tegenwoordig bij het Bisdom Como. Het gebied omvatte de volgende gemeenten:
- Azzio
- Bedero
- Brenta
- Brinzio
- Cabiaglio
- Casa Zuigno
- Arcumeggia
- Cassano
- Caravate
- Cittiglio
- Vararo
- Cuveglio
- Cavona
- Vergobbio
- Cuvio
- Duno
- Gemonio
- Masciago
- Orino
- Rancio

## Geschiedenis
De Val Cuvia werd in 1512 samen met de Val Travaglia door het Oude Eedgenootschap bezet en tot een voogdij (condominium) omgevormd. Het grondgebied van het dal behoorde tot het einde van de Ennetbergse veldtochten van 1516 tussen Milaan en het Eedgenootschap die op het Milanese
grondgebied uitgevochten werd betwist gebied. In 1521 kwam Val Cuvia aan het adellijke geslacht Rusca uit Milaan die het hertogdom Milaan regeerden. In 1526 ruilde het Eedgenootschap hun aanspraken op de Talshaften Val Travaglia en Val Cuvia voor de erkenning van de heerlijkheid Eschental in het zuiden van het kanton Ticino